# Asz-Szaffunijja
Asz-Szaffunijja (arab. الشفونية) – miejscowość w Syrii, w muhafazie Damaszek. W 2004 roku liczyła 2953 mieszkańców.